# 1st Infantry
Albums de The Alchemist
The Alchemist's Cookbook
(2008)
Singles
1. Hold You Down
Sortie : 18 octobre 2004

1st Infantry est le premier album studio de The Alchemist, sorti le 29 juin 2004.

## Liste des titres
Tous les titres sont produits par The Alchemist.
| No  | Titre                                                         | Contient un (des) sample(s) de | Durée |
| --- | ------------------------------------------------------------- | --- | ----- |
| 1.  | Intro                                                         | |       |
| 2.  | Dead Bodies (featuring The Game et Prodigy)                   | Tomorrow I May Not Feel the Same de Gene Chandler |       |
| 3.  | Your Boy Al                                                   | |       |
| 4.  | The Essence (featuring The LOX)                               | Mool Mang Cho de Cho Yong Pil |       |
| 5.  | Hold You Down (featuring Prodigy, Nina Sky et Illa Ghee)      | Love Theme d'Al Kooper One More Chance de The Notorious B.I.G. It's All About the Benjamins de Puff Daddy featuring Lil' Kim, The LOX et The Notorious B.I.G. |       |
| 6.  | Industry Rule 4080                                            | |       |
| 7.  | Stop the Show (featuring Stat Quo et M.O.P.)                  | Sideshow des Chanter Sisters |       |
| 8.  | D Block to QB (featuring Havoc, Big Noyd, Styles P et J-Hood) | |       |
| 9.  | Bangers (featuring Lloyd Banks)                               | Bang Bang de Vanilla Fudge Niggers Bleed de The Notorious B.I.G.                                                                                              |       |
| 10. | Where Can We Go (featuring Devin the Dude)                    | Trying to Watch the Wind d'Eugene Record |       |
| 11. | It's a Craze (featuring Mobb Deep)                            | |       |
| 12. | For the Record (featuring Dilated Peoples)                    | No Road Is the Right Road de Christine McVie |       |
| 13. | Boost the Crime Rate (featuring J-Hood et Sheek Louch)        | |       |
| 14. | Strength of Pain (featuring Chinky)                           | Lovin's What We Should Do de B. B. & Q. Band |       |
| 15. | A Soul Assassins Tale                                         | |       |
| 16. | Bang Out (featuring B-Real)                                   | Jesus Is Just Alright des Byrds |       |
| 17. | Tick Tock (featuring Nas et Prodigy)                          | The Loneliest Man in Town de Side Effect |       |
| 18. | Pimp Squad (featuring T.I. and P$C)                           | Escape de Paolo Vasile |       |
| 19. | Different Worlds (featuring Twin Gambino)                     | |       |